# Osiedle Kopernika (Iława)
Osiedle Kopernika – centralne osiedle Iławy, rozciągające się między torami kolejowymi (na północy i wschodzie) a ul. Andersa (na południu) i ul. 1 Maja na zachodzie.

Położenie na mapie Iławy.

## Historia

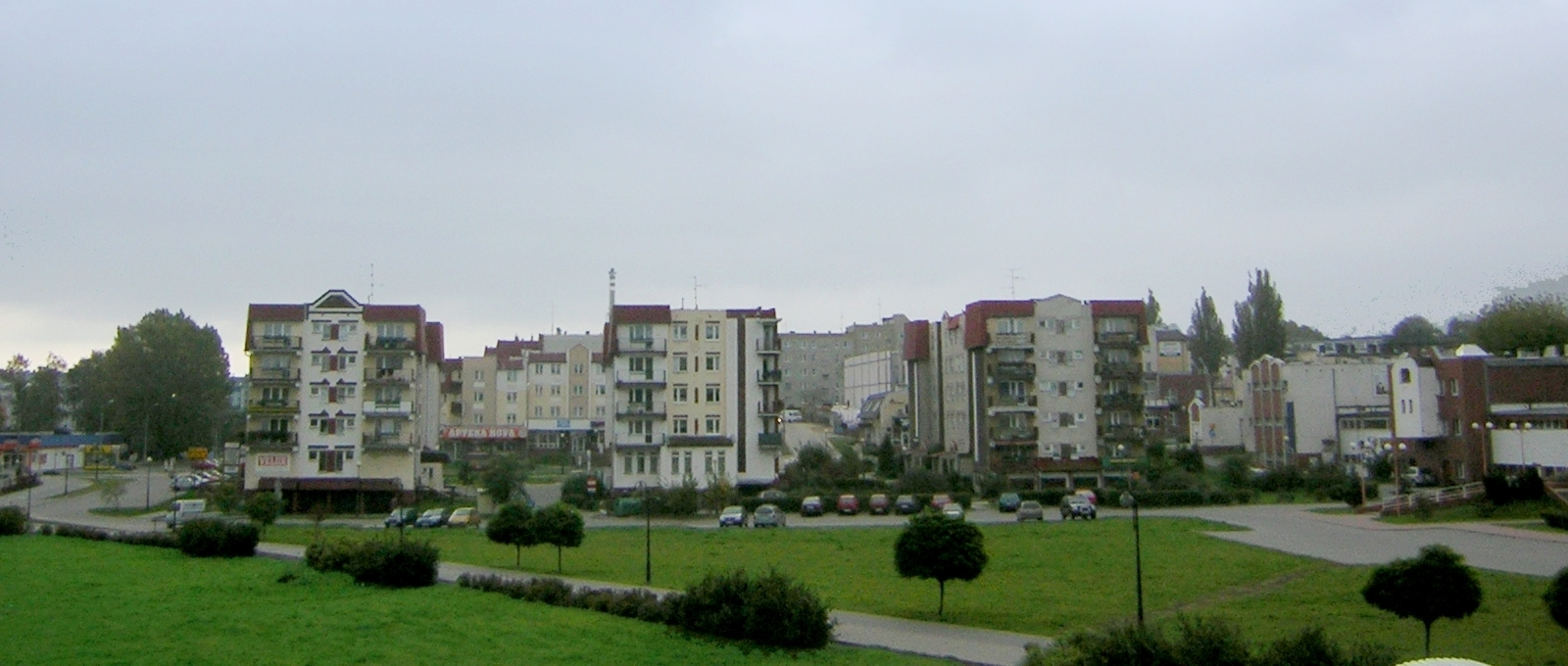
Widok na fragment osiedla Kopernika z północy

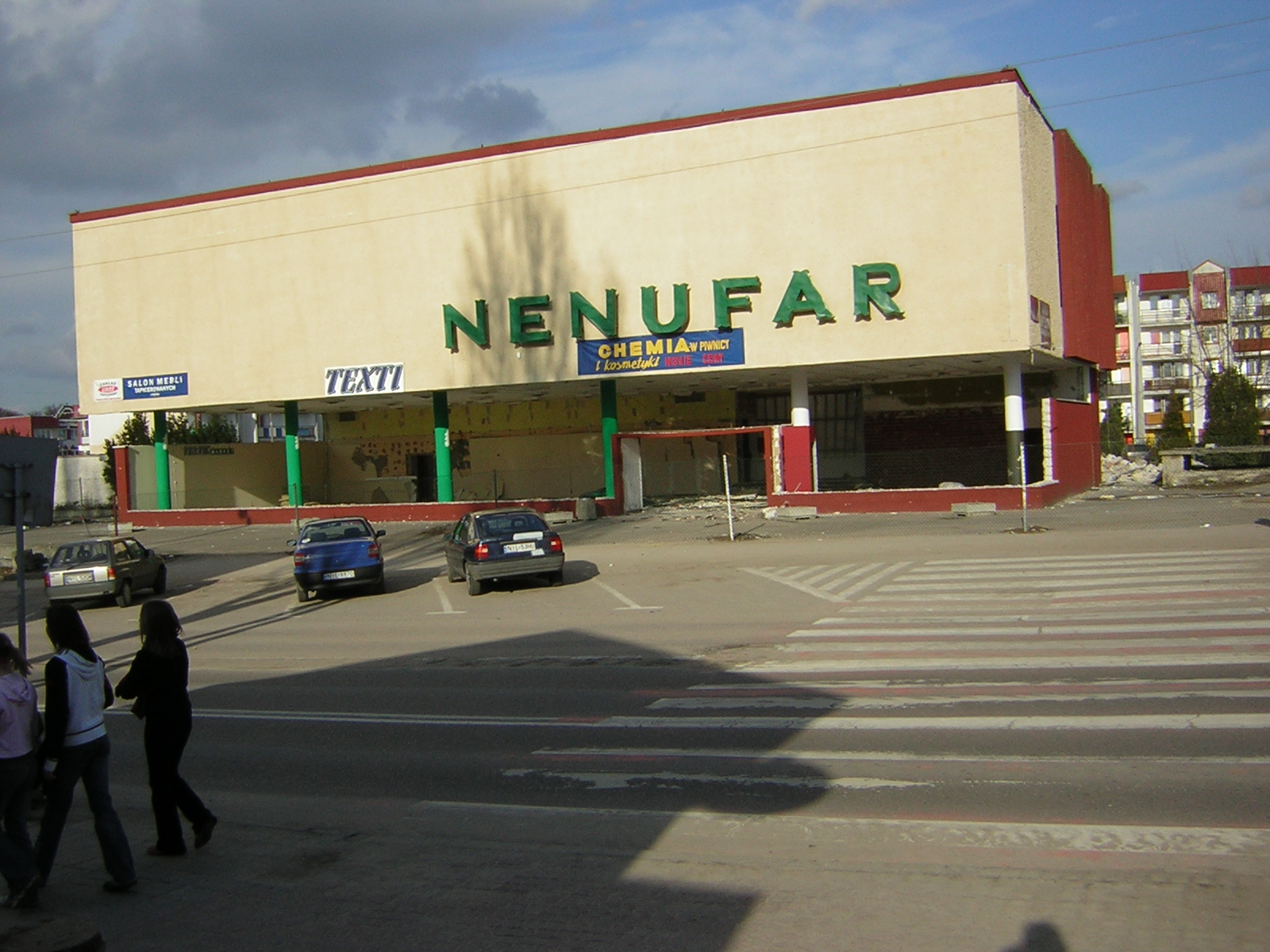
Dom towarowy "Nenufar" w trakcie rozbiórki (ul. Sobieskiego)

Osiedle Kopernika jest razem z osiedlem "Centrum" centrum Iławy. Stało się nim po wybudowaniu przy ulicy Sobieskiego (nieistniejącego już) domu towarowego "Nenufar" na początku lat siedemdziesiątych (lata 1972–1974).

W latach 1964–1966 prowadzono w Powiatowym Zespole Urbanistycznym prace nad studium planu szczegółowego Centrum Usługowego przy ul. Sobieskiego. Opracowanie to stało się podstawą decyzji lokalizacyjnych takich obiektów jak domy towarowe (np. "Nenufar", siedziby sądu i prokuratury, siedziby urzędu powiatowego (po likwidacji powiatu, siedziba urzędu miasta i urzędu gminy) oraz pawilonów handlowych. W kwietniu 2006 roku rozebrano budynek "Nenufaru". Na jego miejscu postawiono nowoczesne centrum handlowe Galeria Centrum otwarte w marcu 2007 roku.

## Obiekty
W obrębie osiedla znajdują się m.in.:
- Kościół
- cmentarz
- Bloki
- banki, sklepy
- Zespół Szkół im. Bohaterów Września 1939 Roku
- Sąd Rejonowy
- Powiatowy urząd pracy
- Starostwo powiatowe
- Urząd gminy
- Urząd Skarbowy
- Targowisko Miejskie
- Sklepy sieci Kaufland, Biedronka (sieć handlowa), Stokrotka, Pepco
- Galeria Centrum

## Ulice osiedla Kopernika
Osiedle obejmuje ulice:
- Andersa (część)
- Kopernika
- 1 Maja (część)
- Piekarska
- Sobieskiego (część)
- Wojska Polskiego (część)
- Wyszyńskiego (część)

## Komunikacja
Przez teren osiedla przebiegają trasy 7 linii komunikacyjnych. Są to linie numer: 1, 2, 3, 4, 5, 7 oraz 8.
- 1 - (Długa-Cmentarz)
- 2 - (Długa-Ogrody)
- 3 - (Długa-Nowa Wieś)
- 4 - (Dworzec Główny-Aleja Jana Pawła II)
- 5 - (Długa-Sienkiewicza)
- 7 - (Nowa Wieś-Nowa Wieś)
- 8 - (Długa-Radomek)

Linie biegną ulicami: Sobieskiego, Andersa i 1 Maja.